# Nikolausrieth
Nikolausrieth ist ein Ortsteil der Gemeinde Mönchpfiffel-Nikolausrieth im Kyffhäuserkreis in Thüringen.

## Lage
Nikolausrieth und Mönchpfiffel liegen in der Goldenen Aue an der Landesstraße 1228. Etwas südlicher von diesem Ortsteil mündet die Helme in die Unstrut. Die Unstrut- und Helmeniederung sind fruchtbare Ackerstandorte. Nördlich der Gemarkungen beider Ortsteile tangiert die Bundesautobahn 38 die Gegend.

## Geschichte
Im Urkundenbuch I, S. 57 des Klosters Walkenried wurde der Ort 1205 erstmals erwähnt. Die Verwaltung des Ortsteils geht von 1226 aus. 1236 wurde das Zisterzienserinnenkloster
durch Walkenried gegründet, das bis 1525 bestand. Als Niclasrode ist es in der Literatur (Veremund Gufl) genannt.
1956 erfolgte die Bildung der Gemeinde Mönchpfiffel-Nikolausrieth aus den Dörfern Mönchpfiffel und Nikolausrieth. Der Ort war und ist landwirtschaftlich geprägt. 200 Einwohner leben im Ortsteil. Die Kirche gehörte bisher der Kirchenprovinz Sachsen an.

## Persönlichkeiten
Aus Nikolausrieth stammt Frederick Pabst (1836–1904), Präsident der Pabst Brewing Company.